# 4476 Bernstein
4476 Bernstein је астероид главног астероидног појаса чија средња удаљеност од Сунца износи 2,383 астрономских јединица (АЈ).
Апсолутна магнитуда астероида је 13,7.